# Abequosiltransferasi
La abequosiltransferasi è un enzima appartenente alla classe delle transferasi, che catalizza la seguente reazione:
CDP-abequosio + D-mannosil-L-ramnosil-D-galattosio-1-difosfolipide ⇄ CDP + D-abequosil-D-mannosil-ramnosil-D-galattosio-1-difosfolipide